# Hidasy Kornél
Hidasy Kornél Ignác József (Komárom, 1828. június 14. vagy 1828. június 13. –‎ Szombathely, 1900. október 11.) magyar katolikus pap, szombathelyi püspök.

## Pályafutása
Nemesi családban született. Apja Hidasy Ferenc, Komárom városa kamarása, anyja Béchy Krisztina volt. Középiskolai tanulmányait Komáromban és Nagyszombatban végezte, a teológiát a Pesti Királyi Tudományegyetemen hallgatta. 1851. július 27-én szentelték pappá az Esztergomi főegyházmegye szolgálatára. Nyergesújfalun szolgált káplánként, majd a nagyszombati főgimnázium tanáraként, 1873-tól igazgatójaként. 1875-től a Vallás- és Közoktatásügyi Minisztérium tanácsosa volt. 1876. június 5-én esztergomi kanonokká nevezték ki.

### Püspöki pályafutása
1883. március 15-én szombathelyi püspökké nevezték ki. Május 3-án szentelte püspökké Szombathelyen Simor János esztergomi érsek, Dulánszky Nándor pécsi püspök és Németh József csanádi segédpüspök segédletével.
Fő célja a papnevelés színvonalának növelése volt. A szeminárium épületét könyvtárteremmel bővíttette. Nevéhez fűződik a szombathelyi székesegyház belső terének helyreállítása. 1894-ben megalapította a Szombathelyi Újságot, 1895-ben az egyházmegyei nyomdát.